# Índio (piłkarz)
Índio, właśc. Aluísio Francisco da Luz (ur. 1 marca 1931 w Cabedelo, zm. 19 kwietnia 2020) – brazylijski piłkarz, występujący na pozycji napastnika.

## Kariera klubowa
Karierę piłkarską Aluísio Francisco da Luz zaczął w klubie São Cristóvão Rio de Janeiro w 1947 roku. W latach 1948–1949 występował we Fluminense FC. W 1949 przeszedł do CR Flamengo. W klubie z Rio de Janeiro grał do 1957 roku. Podczas tego okresu trzykrotnie zdobył mistrzostwo Stanu Rio de Janeiro – Campeonato Carioca w 1953, 1954 i 1955. Kolejnym etapem kariery było Corinthians Paulista. Potem wyjechał do Hiszpanii, gdzie przez sześć lat występował w Espanyolu Barcelona. Ostatnim etapem kariery Índio była America Rio de Janeiro, gdzie zakończył karierę w 1965 roku.

## Kariera reprezentacyjna
W 1954 roku da Luz był członkiem kadry na mistrzostwa świata w Szwajcarii, na których Brazylia odpadła w ćwierćfinale z reprezentacją Węgier. Índio zagrał meczu z Węgrami, który był zarazem jego debiutem reprezentacji. Na następny mecz Índio musiał czekać prawie trzy lata, podczas Copa América 1957, na którym Brazylia zajęła drugie miejsce. Índio był podczas tego turnieju rezerwowym, wchodził jedynie na zmiany w trzech meczach. 21 kwietnia 1957 Índio zagrał w meczu z reprezentacją Peru i był to jego ostatni mecz w reprezentacji. Łącznie rozegrał w barwach canarinhos 7 meczów i strzelił 2 bramki.